# آندوا
آندوا (به لاتین: Andua) یک منطقهٔ مسکونی در بنگلادش است که در ناحیه پتوکالی واقع شده‌است.